# ナムコクラシック
『ナムコクラシック』は、1988年5月27日に日本のナムコから発売されたファミリーコンピュータ用ゴルフゲーム。
コースに傾斜の概念があり様々なテクニックを要する本格的な内容となっている。開発はトーセ。
1991年にゲームボーイに移植され、オムニバスソフト『ナムコギャラリー VOL.1』（1996年）にもアレンジ版が収録された。また、後に続編となる『ナムコクラシックII』（1992年）が発売された。
ファミリーコンピュータ版はゲーム誌『ファミコン通信』の「クロスレビュー」にてシルバー殿堂を獲得した。

## ゲーム内容
クラブの種類が19種類あり、ハンデキャップが採用されている。またコースに傾斜の概念が存在し、高低差を利用した「打ち上げ」や「打ち下ろし」などのテクニックが必要となるなど本格的なゴルフシミュレーションの側面を持っている。
打ったボールがグリーンに近づくごとに4段階でズームするなど演出面も凝っている。

## 移植版
| No. | タイトル               | 発売日        | 対応機種     | 開発元 | 発売元 | メディア                | 型式         | 備考                                 |
| --- | ---------------------- | ------------- | ------------ | ------ | ------ | ----------------------- | ------------ | ------------------------------------ |
| 1   | ナムコクラシック       | 1991年12月3日 | ゲームボーイ | トーセ | ナムコ | ロムカセット            | DMG-NHJ      | 通信ケーブル使用により対戦プレイ可能 |
| 2   | ナムコギャラリー VOL.1 | 1996年7月21日 | ゲームボーイ | ナムコ | ナムコ | 4メガビットロムカセット | DMG-ANGJ-JPN | アレンジ版                           |

## 評価
ファミリーコンピュータ版
ゲーム誌『ファミコン通信』の「クロスレビュー」では合計30点（満40点）でシルバー殿堂を獲得、『ファミリーコンピュータMagazine』の読者投票による「ゲーム通信簿」での評価は以下の通り、19.85点（満30点）となっている。また、同雑誌1991年5月10日号特別付録の「ファミコンロムカセット オールカタログ」では、画面が4段階で拡大する点などの演出面や、初心者から上級者まで楽しめるとして肯定的に評価した。
| 項目 | キャラクタ | 音楽 | 操作性 | 熱中度 | お買得度 | オリジナリティ | 総合  |
| 得点 | 3.56       | 3.07 | 3.23   | 3.42   | 3.28     | 3.29           | 19.85 |
ゲームボーイ版
ゲーム誌『ファミコン通信』の「クロスレビュー」では合計26点（満40点）、『ファミリーコンピュータMagazine』の読者投票による「ゲーム通信簿」での評価は以下の通り、18.9点（満30点）となっている。
| 項目 | キャラクタ | 音楽 | お買得度 | 操作性 | 熱中度 | オリジナリティ | 総合 |
| 得点 | 3.2        | 3.2  | 3.2      | 3.3    | 3.1    | 2.9            | 18.9 |

## 続編・リメイク版
ナムコクラシックII
1992年3月13日に発売されたファミリーコンピュータ用の正統な続編。
ナムコットオープン
1993年1月29日に発売されたスーパーファミコン用ソフト。
ナムコアンソロジー2
1998年9月23日に発売されたPlayStation用ソフト。『ナムコクラシックII』のオリジナル版とアレンジ版が収録されている。“ラウンド”では4人までの同時プレイが可能。”トーナメントモード”で好成績を出すと使用可能になるパラメーターの高いキャラクターが3人用意されている。本戦をプレイした後に指名が可能になるキャディーが3人追加されている。
ナムコットコレクション
2020年6月18日に発売および配信されたNintendo Switch用ソフトの追加DLCとして、同年8月20日に『ナムコクラシックII』が配信された。